# Niederneuschönberg
Niederneuschönberg ist ein Ortsteil der sächsischen Stadt Olbernhau im Erzgebirgskreis.

## Geografie

### Lage
Niederneuschönberg liegt etwa 1 Kilometer nordwestlich von Olbernhau im Erzgebirge, die Ortslagen gehen heute fließend ineinander über. Nördlich begrenzt der Arlitzwald die Flur, im Südwesten bildet die Flöha die natürliche Grenze. Westlich des Orts mündet der Bielabach in die Flöha.
Durch die Ortslage führt die Bundesstraße 171 Olbernhau–Sayda, Über Gemeindestraße besteht weiterhin Anschluss an Olbernhau und Kleinneuschönberg.

### Nachbarorte
| Kleinneuschönberg | Hallbach                                    | Schönfeld |
| Blumenau          | Kompassrose, die auf Nachbargemeinden zeigt |           |
|                   |                                             | Olbernhau |

## Geschichte

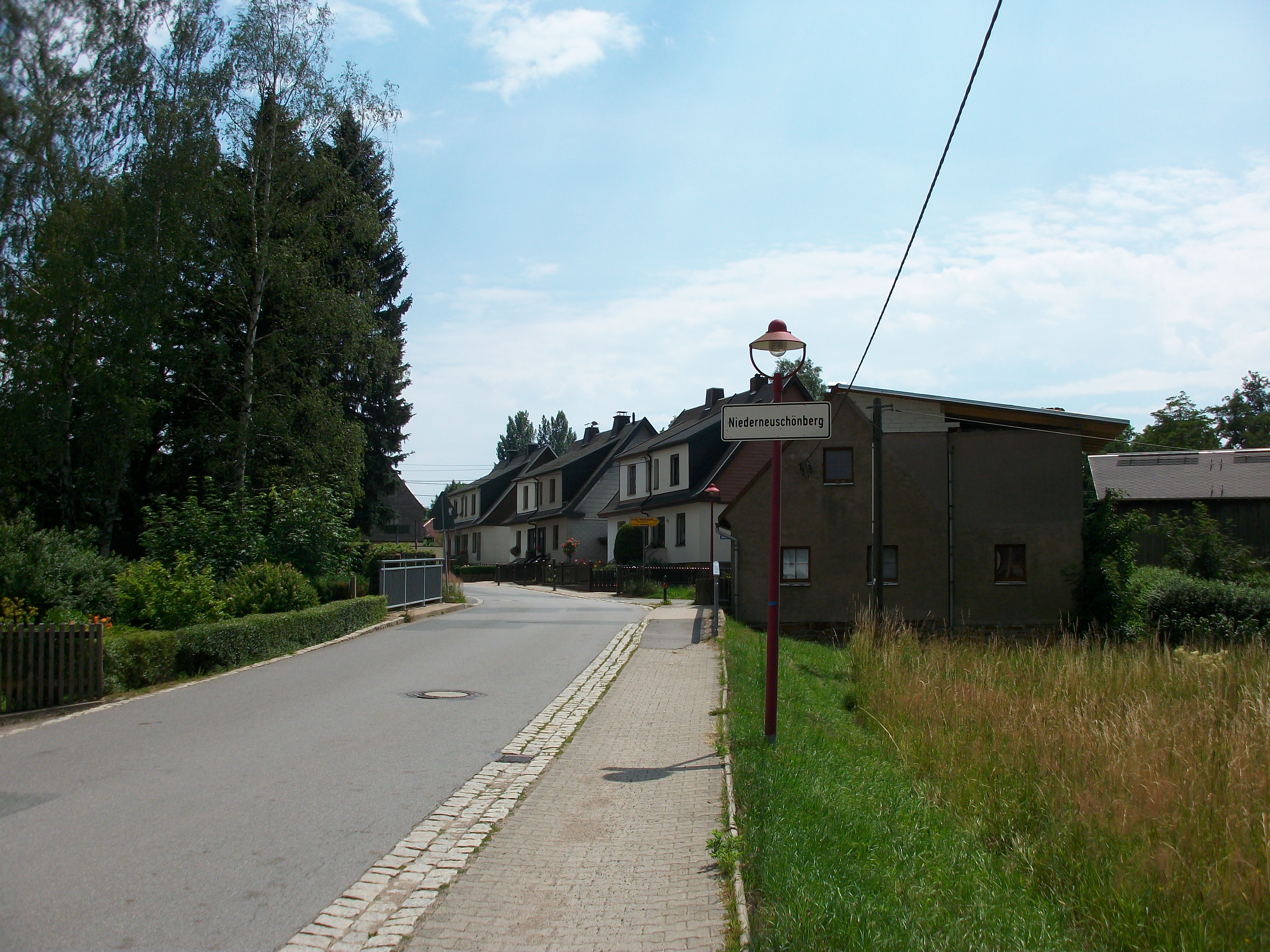
Niederneuschönberg, Ortseingang

Die erste urkundliche Erwähnung des Ortes datiert aus dem Jahre 1696 als Neu-Schönberg, Nieder Theil.
Ab 1652 wurden durch Caspar von Schönberg auf Pfaffroda gerodete Flächen an böhmische Exulanten und Einheimische vergeben. 1655 wurde der Ort Niederneuschönberg gegründet. Kirchlich ist der Ort nach Olbernhau gepfarrt.
August Schumann beschreibt 1820 im Staatslexikon von Sachsen Nieder-Neuschönberg und Klein-Neuschönberg gemeinsam als Neuschönberg, er nennt u. a.:
„Es besteht hauptsächlich aus 3 Reihen von Häusern und aus den 3 Mühlen von Klein-Neuschönberg, welche im Bielathale bis fast nach Hallbach hinauf einzeln liegen. Unter dem Dorfe im Flöhethale stehen auch 4 Heuschuppen oder Heuscheunen, welche zum Rittergute Pfaffroda gehören. ...
Beide Orte haben gegen 5 bis 600 Einwohner, aber nur wenig Feld; desto besser nähren sich die Bewohner von allerlei Handwerken, fast wie jene in Olbernhau; auch können sich Professionisten aller Art ohne Innungszwang hier niederlassen. In Nieder-Neuschönberg giebt es ein Erbgericht von geringer Bedeutung und eine Färberei, deren Arbeit in der ganzen Gegend sehr berühmt ist.“
1800 wurde eine Schule errichtet, die 1886 durch einen Neubau abgelöst wurde. 1876 wurde die Feuerwehr gegründet. Ab 1895 wurde Elektroenergie aus dem Kraftwerk in Olbernhau bezogen.
Am 1. Juli 1950 wurde Niederneuschönberg nach Olbernhau eingemeindet.
Am 22. Juli 1876 wurde die Freiwillige Feuerwehr gegründet.

## Entwicklung der Einwohnerzahl
| Jahr | Einwohnerzahl          |
| ---- | ---------------------- |
| 1655 | 7 Häusler              |
| 1787 | 12 Gärtner, 18 Häusler |
| 1834 | 390                    |

| Jahr | Einwohnerzahl |
| ---- | ------------- |
| 1871 | 506           |
| 1890 | 798           |
| 1910 | 1296          |

| Jahr | Einwohnerzahl |
| ---- | ------------- |
| 1925 | 1239          |
| 1939 | 1267          |
| 1946 | 1335          |

## Persönlichkeiten

### Söhne und Töchter des Ortes
- Heiner Sandig (* 1945), Pfarrer, Politiker (CDU) und Sächsischer Ausländerbeauftragter